# Ф как фальшивка
«Ф как в слове „фальшивка“» (англ. F for Fake) или «Правда и ложь» (фр. Vérités et mensonges) — псевдодокументальный фильм Орсона Уэллса (1974), его последняя оконченная работа.
Фильм-эссе, по форме напоминающий некоторые ленты Криса Маркера, представляет собой высокоритмичную нарезку документального и сфабрикованного видеоматериала, который перемежается игровыми фрагментами с участием самого Уэллса и его подруги Ойи Кодар. Основная тема — сложная диалектика истинного и фальшивого в искусстве — иллюстрируется примерами неординарных судеб фальсификаторов Эльмира де Хори и Клиффорда Ирвинга. Во второй половине фильма Уэллс мистифицирует зрителей историей о том, как Ойа Кодар якобы позировала для Пикассо.
Основная часть материала снята во Франции. На динамичный, сверхскоростной монтаж Уэллс затратил почти целый год. Сохранилась также рабочая копия 9-минутного трейлера к фильму, который Уэллс смонтировал в 1976 году для американских зрителей.